# Љубоморна сам
Љубоморна сам је тринаести студијски албум српске фолк певачице Наде Топчагић, издат 1994. године за ПГП РТС. Продуцент је био Драган Јанковић Миријевац, а албум је снимљен уз оркестар Новице Николића Патала.

## Списак песама
| №   | Назив                | Текст                        | Музика                    | Трајање |  |
| 1.  | Љубоморна сам        | Зоран Матић (музичар)        | Зоран Матић               |         |  |
| 2.  | Бојим се старости    | Радмила Мудринић             | Беки Бекић                |         |  |
| 3.  | Збогом, збогом свима | Саша Младеновић              | Драган Јанковић Миријевац |         |  |
| 4.  | Знам крива сам       | Јовица Недељковић            | Драган Јанковић Миријевац |         |  |
| 5.  | Не плачи сине мој    | Ана С. Хорват                | Беки Бекић                |         |  |
| 6.  | Погрешна љубав       | Зоран Матић                  | Зоран Матић               |         |  |
| 7.  | Ја сам твоја судбина | Ајнур Сербезовски            | Ајнур Сербезовски         |         |  |
| 8.  | Пробуди срце         | Ђорђе Јанковић (тесктописац) | Драган Јанковић Миријевац |         |  |
| 9.  | Еј ноћи моје сваните | Зоран Матић                  | Зоран Матић               |         |  |
| 10. | То, то идемо         | Милан Бојовић (текстописац)  | Борис Лазовић             |         |  |
| 11. | Биће боље            | Томислав Томашевић (музичар) | Томислав Томашевић        |         |  |